# Coana
Coana é a abertura nasal posterior. São divididas pelo osso vômer. As coanas fazem a comunicação da cavidade nasal com a faringe.
A região coanal apresenta o Orifício Faríngeo. Este orifício é de contorno elíptico e esta dividido:
- medialmente na sua profundidade pelo Vómer nas duas coanas;
- rostral e lateralmente pelos ossos do palatino e pterigoideu;
- caudalmente pelo Vómer.